# Ida Meda
Ida Meda (...) è un'attrice italiana.

## Biografia
Attrice, compare di frequente come interprete di sceneggiati televisivi e film polizieschi di successo degli anni settanta ed ottanta; è stata attiva anche in ambito teatrale.
Dal 1988 abbandona la carriera cinematografica e televisiva; è attiva nelle trasmissioni Radio Rai.

## Filmografia

### Cinema

Franco Gasparri e Ida Meda in una scena di Mark il poliziotto spara per primo (1975)

- Banditi a Milano, regia di Carlo Lizzani (1968)
- Infanzia, vocazione e prime esperienze di Giacomo Casanova, veneziano, regia di Luigi Comencini (1969)
- I vendicatori dell'Ave Maria, regia di Bitto Albertini (1971)
- Mark il poliziotto spara per primo, regia di Stelvio Massi (1975)
- Stangata in famiglia, regia di Franco Nucci (1976)
- L'immoralità, regia di Massimo Pirri (1978)
- L'indizio, regia di Andrea Camilleri (1982)
- L'andreana, regia di Leonardo Cortese (1982)
- Atelier, regia di Vito Molinari (1986)
- L'ultima mazurka, regia di Gianfranco Bettetini (1988)

### Televisione
- I promessi sposi, regia di Sandro Bolchi (1967)
- A come Andromeda, regia di Vittorio Cottafavi (1972)
- Piccolo mondo antico, regia di Salvatore Nocita (1983)
- Don Tonino e il regno dell'orrore, regia di Fosco Gasperi (1990)

## Teatro
- Il ventaglio, di Carlo Goldoni, Teatro San Babila (1969)
- Re Lear[2], di Shakespeare, regia di Giorgio Strehler, Piccolo Teatro (1972-1973)
- L'Arialda[3], di Giovanni Testori, Teatro Franco Parenti (1976)
- Vinzenz e l'amica degli uomini importanti, di Robert Musil, regia di Aldo Trionfo (1964)
- Dialoghi con Leucò, di Cesare Pavese, regia di Aldo Trionfo, Teatro Stabile della Città di Trieste (1964)
- Le case del vedovo, di George Bernard Shaw, regia di Carlo Battistoni, Teatro Giglio Inzago (1975-1976)

## Radio

### Trasmissioni radio (parziale)
- Tutti i colori del giallo, sceneggiatura e regia di A. e G. Buscaglia, 40 puntate tratte dai "Gialli Mondadori" (1989/1990)
- Una notte da ricordare, di Stefania Incagnoli, regia di Alberto Buscaglia (1993)
- Gli occhiali d'oro di Giorgio Bassani
- Tu che pensi a tutto di Gordon Leslie Barnard, Rai radio 3, (2010)